# Lifetime Entertainment Services
Lifetime Entertainment Services es una empresa estadounidense de la industria del entretenimiento, cuyas propiedades mediáticas se centran en las mujeres. Lifetime Entertainment Services es una subsidiaria de A&E Networks, una empresa conjunta de Hearst Communications (50%) y The Walt Disney Company (50%).

## Historia
En 1984, Hearst/ABC-Viacom Entertainment Services (HAVES) se formó a partir de la fusión de Daytime y Lifetime Medical Television para iniciar y operar un nuevo canal de cable, Lifetime Television.
Lifetime comprometió $25 millones para producir programas de entrevistas, pero muy poco funcionó con la audiencia. Entonces, a fines de 1985, Lifetime tenía una deuda de $16 millones. Lifetime agregó más programación original para diversificar su audiencia mientras programaba un bloque médico el domingo con todos los programas de entrevistas médicas que atraían a los anunciantes farmacéuticos y aportaban el 25% de los ingresos de la cadena. Para 1986, los programas de entrevistas se cancelaron y la empresa tenía una deuda de $36 millones.
En cambio, Lifetime reorientó su programación hacia las mujeres en 1987 y adquirió programas sindicados de segunda ejecución y programas fuera de la red. A principios de 1990, Lifetime comenzó a producir múltiples telefilmes originales cada año dirigidos a la audiencia femenina. Durante la próxima década, las películas originales impulsaron los índices de audiencia de Lifetime TV y lanzaron con éxito la era y la marca "Televisión para mujeres".
En septiembre de 1991, HAVES lanzó Healthlink Television, que creó contenido de salud y bienestar y proporcionó el equipo para transmitirlo a los consultorios médicos. Finalmente, y para centrarse en su contenido original para apoyar su marca centrada en las mujeres, HAVES acordó vender Healthlink TV a Whittle Communications.
En octubre de 1991, HAVES reorganizó la empresa para que cinco vicepresidentes de grupo dirigieran la empresa para que el director ejecutivo/presidente pueda centrarse en nuevas adquisiciones de programación, la puesta en marcha de nuevas empresas de programación y desarrollar estrategias de crecimiento; poniendo en marcha planes que aumentaron los presupuestos para contenido original producido en Nueva York y California en un 50%.
En 1993, y para utilizar mejor sus instalaciones de estudio existentes en Nueva York que operaban de forma independiente en el complejo Kaufman Astoria Studios (KAS), se creó "Lifetime Studios" como inquilino principal de KAS y como un centro de ganancias independiente para la empresa. La instalación digital de 100,000 pies cuadrados estaba destinada a producir la programación original basada en Nueva York de la cadena, así como a proporcionar estudios, posproducción, equipos y personal para producciones de terceros. Durante los siguientes 12 años, bajo la égida del Vicepresidente/Gerente General Mitchell Brill, los estudios y su equipo de ingeniería y gestión de producción apoyaron la producción de miles de horas de contenido de red, y al mismo tiempo albergaron más de 400 proyectos para una variedad de otras compañías de medios globales.
Entre los muchos proyectos se encontraban producciones de televisión para niños galardonadas y de larga duración; ¿Dónde en el mundo está Carmen San Diego de PBS?, ¿Dónde está Carmen San Diego en el tiempo?, y Between the Lions, Bear in the Big Blue House de Jim Henson Television y Out of the Box para Disney Channel. Además, muchos programas de música y entretenimiento se originaron en los estudios, incluidos; Top of the Pops para la BBC, MTV Unplugged, A&E's Live by Request y Great Performances de PBS. Durante 10 años, un estudio se dedicó exclusivamente al bloque matutino de charlas, cocina y programación artesanal de Lifetime, incluido el chef The Main Ingredient con Bobby Flay. En 1995, HAVES hizo que ABC News produjera un especial político de dos horas para Lifetime, y luego un programa diario de noticias en vivo que se emitió durante dos temporadas. Para el 2000, al entrar en la primera era puntocom de las plataformas emergentes de televisión e Internet, Lifetime Studios proporcionó las instalaciones y la experiencia técnica para algunos de los primeros proyectos y empresas interactivos multiplataforma, al mismo tiempo que impulsó el uso de servidores sin cinta. hardware y software basados en software para la producción de televisión. Apodado como un "estudio del futuro", Lifetime Studios fue un líder de la industria hasta que cesaron las operaciones tras la expiración de su contrato de arrendamiento en 2005. Viacom vendió su participación por $317 millones en abril de 1994 a Hearst Corporation y Capital Cities/ABC, convirtiéndose en algún momento en Lifetime Entertainment Services. Para 1996, LES comprometió $100 millones para la programación original. En 1996, se lanzó el sitio web del canal, Lifetimetv.com. Con su participación reciente en el patrocinio y la programación de deportes femeninos, la empresa inició una división de deportes. Lifetime en el otoño de 1998 crea un nuevo canal de cable, Lifetime Movie Network.
En noviembre de 1998, se anunció que el contrato del director ejecutivo Douglas McCormick no se renovaría cuando terminara a fin de año. Aunque, según los informes, los miembros del personal de Lifetime estaban "estupefactos" porque la red había tenido tanto éxito financiero durante el mandato de McCormick, los miembros de la junta querían a alguien que "aportara más visión" a la empresa. Según los informes, los miembros de la junta insistieron tanto en contratar a una mujer para reemplazar a McCormick que, en un momento durante las negociaciones, cuando su contrato estaba a punto de expirar, McCormick amenazó con presentar una demanda por discriminación sexual en su contra, pero decidió no hacerlo. En 1999, LES puso en marcha su propia unidad de producción interna. En 2001, LES lanzó otro canal derivado, Lifetime Real Women y publicó su primer libro impreso Lifetime. 
La empresa compró una participación accionaria del 4,6% en Women.com Networks Inc. en septiembre de 2000. En abril de 2004, Lifetime lanzó Lifetime Radio for Women, un programa matutino diario de cuatro horas sindicado a nivel nacional que mezcla música contemporánea para adultos , interacción de llamadas en vivo, invitados famosos y discusiones animadas sobre temas relacionados con las mujeres. En sociedad con Jones Radio Networks, el servicio se transmitía de lunes a viernes de 5:00 a. m. a 9:00 a. m. o de 6:00 a. m. a 10:00 a. m., según el mercado. El 31 de marzo de 2005, Betty Cohen, anteriormente ejecutiva de Turner Broadcasting System, fue nombrada directora general de Lifetime Entertainment Services.
El 27 de agosto de 2009, como parte de una reestructuración corporativa, A&E Television Networks adquirió Lifetime Entertainment Services. Nancy Dubuc se convirtió en presidenta y directora general de Lifetime en abril de 2010.

## Marcas de Lifetime Entertainment Services
- Lifetime
- LMN
- LRW
- Lifetime Movie Club
- Lifetime Radio for Women
- Lifetime Press
- Lifetime Digital
- myLifetime.com
- LMN.tv
- Lifetime Games
- Roiworld.com, fashion games
- DressUpChallenge.com, a fashion site
- LifetimeMoms.com
- MothersClick.com[12]